# Alyssum macrocalyx
Alyssum macrocalyx är en korsblommig växtart som beskrevs av Ernest Saint-Charles Cosson och Michel Charles Durieu de Maisonneuve. Alyssum macrocalyx ingår i släktet stenörter, och familjen korsblommiga växter. Inga underarter finns listade i Catalogue of Life.